# Edition Güntersberg
Edition Güntersberg ist ein deutscher Musikverlag mit Sitz in Heidelberg, der auf Gambenmusik spezialisiert ist. 
Er wurde 1990 von Günter von Zadow und Leonore von Zadow-Reichling, einer professionellen Gambistin, gegründet. Zusätzlich zu Werken der Renaissance und des Barock liegt ein Schwerpunkt der Tätigkeit auf Werken der Frühklassik, sowohl für Gambe, zum Beispiel von Carl Friedrich Abel, als auch für Baryton, darunter Werke von Joseph Haydn.
Im Buxtehude-Jahr 2007 veröffentlichte der Verlag mehrere Werke von Dieterich Buxtehude, darunter Mit Fried und Freud, eines von wenigen Werken des Komponisten, die zu seinen Lebzeiten veröffentlicht wurden. Der Ausgabe ist ein Facsimile eines Drucks beigefügt, der sich in der Badischen Landesbibliothek befindet. Eine Rezension ihrer Ausgabe einer Duo-Sonate für Violine und Viola da gamba von Buxtehude bemerkte das genaue Vorwort, das auch über historische Spielweise informiert, und einen Satz, der den Vorzeichen des Komponisten entspricht und keine zusätzlichen Bezeichnungen enthält. Eine Ausgabe enthält eine Partitur mit beziffertem Bass, aber auch einen Vorschlag für die Gestaltung des Continuo.
Der Verlag veröffentlichte viele Werke, die Haydn für Baryton schrieb, zum Beispiel 2009 die Nummern 97 bis 126 seiner Streichtrios für Baryton, Viola und Cello. 2010 erschien Alexander Ferdinand Grychtoliks Rekonstruktion von J. S. Bachs verlorener Huldigungskantate O angenehme Melodei, basierend auf einer Hochzeitskantate.
2016 veröffentlichte der Verlag Zwölf Fantasien für Viola da Gamba solo (12 Fantasies pour la Basse de Violle) von Georg Philipp Telemann, von denen angenommen wurde, dass sie verloren waren. Aufgrund von Hinweisen des französischen Musikwissenschaftlers François-Pierre Goy wurden sie im Niedersächsischen Landesarchiv in Osnabrück gefunden. Das Archiv besitzt einen vollständigen Druck der Werke, die Telemann im Eigenverlag 1735 gedruckt hatte. Der Gambist Thomas Fritzsch spielte die Fantasien zum ersten Mal seit ihrer Wiederentdeckung in zwei Konzerten am 19. und 20. März 2016 als Teil der 23. Magdeburger Telemann-Festtage; gleichzeitig wurden eine Aufnahme und die Notenausgabe vorgestellt. Das Archiv enthält außerdem weitere Werke, von denen drei Gambensonaten von Carl Friedrich Abel 2016 in der Edition Güntersberg erschienen.